# Авров, Пётр Яковлевич
Пётр Яковлевич Авров (24 июня 1899 — 5 мая 1968) — советский учёный, доктор геолого-минералогических наук (1959), профессор (1959), член-корреспондент Академии наук Казахской ССР (1962), заслуженный деятель науки Казахской ССР (1961).

## Биография
Родился 24 июня 1899 года в Аулиеатинском уезде Сырдарьинской области в русской семье (ныне — Меркенский район Жамбылской области Казахстана).
В 1940-е годы преподавал в горно-нефтяном техникуме в Гурьеве (ныне Атырау). С 1942 по 1956 год работал главным геологом трестов «Казнефтеразведка» и «Актюбнефтеразведка». С 1959 по 1968 год — заведующий сектором Института геологических наук Академии наук Казахской ССР.
Занимался изучением геологии и поиском месторождений нефти и газа на Прикаспийской низменности. С его участием открыты нефтегазовые месторождения в Атырауской (Косшагыл, Кулсары, Кошкар) и Актюбинской областях (Кенкияк, Бозой). Награждён орденом Ленина и медалями.
Скончался 5 мая 1968 года в Алма-Ате. Похоронен на Центральном кладбище Алматы.

## Сочинения
- Большая Эмба. — М.—Л. 1936.
- Механизм образования солянокупольпых структур Северо-Каспийской впадины. — А.-А., 1959.
- Геологическое строение и перспективы нефтегазоносности Актюбинского Приуралья и Западного Мугоджарья. — А.-А., 1967.